# Alfabeti curdi
La lingua curda è scritta usando sia una variante dell'alfabeto latino, secondo un sistema introdotto da Jeladet Ali Bedirkhan nel 1932 (chiamato alfabeto Bedirxano o Hawar) o usando una variante dell'alfabeto persiano, il cosiddetto alfabeto Sorani, chiamato così per la città irachena di Soran.
L'Hawar è usato in Turchia, Siria e Armenia, il Sorani in Iraq e Iran.
Altri due ulteriori sistemi di scrittura sono basati dall'alfabeto armeno e il cirillico, storicamente usato nell'Armenia sovietica.
Di recente è stata proposta anche la scrittura  Yekgirtú che unifica lo Hawar e il Sorani.

## Hawar
L'alfabeto Haware ha 31 lettere: Aa/aː/, Bb/b/, Cc/d͡ʒ/, Çç/t͡ʃ/, Dd/d/, Ee/ɛ/, Êê/e/, Ff/f/, Gg/ɡ/, Hh/h/, Ii/ɪ/, Îî/iː/, Jj/ʒ/, Kk/k/, Ll/l/, Mm/m/, Nn/n/, Oo/o/, Pp/p/, Qq/q/, Rr/ɾ/, Ss/s/, Şş/ʃ/, Tt/t/, Uu/œ/, Ûû/uː/, Vv/v/, Ww/w/, Xx/x/, Yy/j/, Zz/z/.

## Sorani
Il dialetto curdo Soranî è principalmente scritto usando una modifica dell'alfabeto persiano con 34 lettere introdotto da Sa'id Kaban Sedqi.
A differenza dell'alfabeto arabo standard, che è un abjad, il Soraní è un alfabeto vero, in cui le vocali sono obbligatorie, e facendone una scrittura facile alla lettura; anche se comunque non è una rappresentazione completa de suoni curdi, gli manca la i breve, ed è anche incapace di differenziare  tra w e u breve o tra y e î.
| ێ | ی | ە | ھ | وو | ۆ | و | ن | م | ڵ | ل | گ | ک | ق | ڤ | ف | غ | ع | ش | س | ژ | ز | ڕ | ر | د | خ | ح | چ | ج | ت | پ | ب | ا | ئـ |

## Cirillico
Il cirillico viene usato dai pochi curdi (i parlanti Kurmanji) dell'ex Unione Sovietica e possiede 40 lettere:
А, Б, В, Г, Г', Д, Е, Ә, Ә', Ж, З, И, Й, К, К', Л, М, Н, О, Ö, П, П', Р, Р', С, Т, Т', У, Ф, Х, Һ, Һ', Ч, Ч', Ш, Щ, Ь, Э, Ԛ, Ԝ

## Armeno
Dal 1921 al 1929 l'alfabeto armeno fu usato per le lingue curde dell'Armenia sovietica.
Dopo fu rimpiazzato da un alfabeto latino simile al Janalif, durante la campagna di latinizzazione.